# 冈山短期大学
冈山短期大学（日语：／ Okayama Tanki Daigaku *），简称冈短，是一所位于日本冈山县仓敷市的私立短期大学。

## 概要

### 简介
- 学校最早可以追溯到1924年[2]。短期大学为于1951年开办[2]、由学校法人原田学园(冈山县)经营。为男女同校[3]从2001年。「自律创生」「信念贯彻」「共存共荣」为学园训[4]。

### 历史
- 1951年 冈山女子短期大学成立并同时设置一个学科即家政科[2]。
- 1958年 保育科成立[2]。
- 1963年 营养科成立[2]。
- 1966年 两个专攻成立在专科即服装专攻[注 4][注 2]和食物专攻[注 2][2][5]。
- 1968年 营养科改名为食物营养科[2]。
- 1971年 三个学科改名为[2]。
  - 家政科→家政学科
  - 食物营养科→食物营养学科[注 1][注 3][6]
  - 保育科→幼儿教育学科
- 1982年 食物营养学专攻成立于专科[5][2]。
- 1986年 英语科[注 1][注 2][6]成立[2]。
- 1989年 两个专攻即英语秘书专攻[注 2]和幼儿教育专攻成立[5]。家政学科改名为生活信息学科[注 1][注 2][2][5]。
- 2000年 改校名为冈山短期大学、开始招収男学生[2]。

### 宪章
- 请参看冈山短期大学的标志 （页面存档备份，存于） （日語） 2014年2月10日阅览。

## 学校环境
- 校区：在冈山县仓敷市

## 历任校长
- 原田博史：现在短期大学校长[7]

## 组织

### 学科
- 幼儿教育学科

### 前学科
- 生活信息学科[注 1][注 2]
- 食物营养学科[注 1][注 3]
- 英语科[注 1][注 2]

### 专科
- 幼儿教育专攻

- 服装专攻[注 4][注 2]
- 食物专攻[注 2]
- 食物营养学专攻[注 3]
- 英语秘书专攻[注 2]

### 业余课程
| - 没有 |

### 附属机关
| - 育儿学院 |

## 相关链接
- 日本短期大学列表